# Fresh Cream
Fresh Cream is een album uit 1966 van de Engelse rockband Cream. Het is het debuutalbum van de band en is de voorloper van Disraeli Gears (1967). 
Het album staat op nummer 101 in een lijst van de 500 beste albums aller tijden samengesteld door het tijdschrift Rolling Stone.

## Tracks
1. "N.S.U." - 2:43
2. "Sleepy Time Time" - 4:20
3. "Dreaming" - 1:58
4. "Sweet Wine" - 3:17
5. "Spoonfull" - 6:30
6. "Cat's Squirrel" - 3:03
7. "From Four Until Late" - 2:07
8. "Rollin' and Tumblin'" - 4:42
9. "I'm So Glad" - 3:57
10. "Toad" - 5:11

## Personeel
- Ginger Baker – drums, zang
- Jack Bruce – basgitaar, piano, zang, mondharmonica
- Eric Clapton – leadgitaar, zang